# Irish Open 1990
Die Irish Open 1990 im Badminton fanden vom 5. bis zum 9. Dezember 1990 in Belfast statt. Es war die zweite Austragung der Irish Open im Jahr 1990, da in diesem Jahr der angestammte Austragungszeitraum von Februar auf Dezember gewechselt wurde.

## Medaillengewinner
| Disziplin    | Gold                         | Silber                          | Bronze                                |
| ------------ | ---------------------------- | ------------------------------- | ------------------------------------- |
| Herreneinzel | Andrei Antropow              | Jürgen Koch                     | Ron Michels                           |
| Herreneinzel | Andrei Antropow              | Jürgen Koch                     | Mike Brown                            |
| Dameneinzel  | Irina Serova                 | Katrin Schmidt                  | Felicity Gallup                       |
| Dameneinzel  | Irina Serova                 | Katrin Schmidt                  | Julie Bradbury                        |
| Herrendoppel | Mike Brown Chris Hunt        | Andrei Antropow Sergei Melnikow | Michael Keck Stephan Kuhl             |
| Herrendoppel | Mike Brown Chris Hunt        | Andrei Antropow Sergei Melnikow | Gordon Haldane Russell Hogg           |
| Damendoppel  | Katrin Schmidt Kerstin Ubben | Julie Bradbury Felicity Gallup  | Elinor Middlemiss Jennifer Williamson |
| Damendoppel  | Katrin Schmidt Kerstin Ubben | Julie Bradbury Felicity Gallup  | Neli Boteva Emilia Dimitrova          |
| Mixed        | Michael Keck Irina Serova    | Kai Abraham Diana Koleva        | Chris Hunt Julie Bradbury             |
| Mixed        | Michael Keck Irina Serova    | Kai Abraham Diana Koleva        | Graham Henderson Jayne Plunkett       |

## Finalergebnisse
| Disziplin    | Sieger                       | Finalist                        | Ergebnis    |
| ------------ | ---------------------------- | ------------------------------- | ----------- |
| Herreneinzel | Andrei Antropow              | Jürgen Koch                     | 15–7, 15–7  |
| Dameneinzel  | Irina Serova                 | Katrin Schmidt                  | 11–8, 11–7  |
| Herrendoppel | Mike Brown Chris Hunt        | Andrei Antropow Sergei Melnikow | 15–4, 15–9  |
| Damendoppel  | Katrin Schmidt Kerstin Ubben | Julie Bradbury Felicity Gallup  | 15–5, 15–7  |
| Mixed        | Michael Keck Irina Serova    | Kai Abraham Diana Koleva        | 15–10, 15–7 |